# Ain’t Love Grand!
Ain’t Love Grand! – piąta płyta zespołu X wydana w czerwcu 1985 przez firmę Elektra Records.

## Lista utworów
1. Burning House of Love
2. Love Shack
3. My Soul Cries Your Name
4. My Goodness
5. Around My Heart
6. What's Wrong with Me
7. All or Nothing
8. Watch the Sun Go Down
9. I'll Stand Up for You
10. Little Honey
11. Supercharged
12. Wild Thing (Long version)
13. I Will Dare (Demo)
14. My Goodness (Demo)
15. All or Nothing

- (12-15) – bonusy dodane w czasie reedycji płyty w 2002 roku.

## Muzycy
- Exene Cervenka – wokal
- Billy Zoom – gitara
- John Doe – wokal, gitara basowa
- D.J. Bonebrake – perkusja